# 贝科沃 (莫斯科州)
贝科沃（羅馬化：Bykovo）是俄罗斯莫斯科州的市级镇，属州辖市拉缅斯科耶市（拉缅斯科耶城市区），地处莫斯科州中东部，在区行政中心拉缅斯科耶西北、州府莫斯科东南方，南侧有一同名村庄。镇内设有同名铁路车站。
该地2021年人口有11,179人；2010年人口10,391；2002年人口9,235；1989年人口10,395。